# خلق كل الناس سواسية
اقتباس «خُلق كل الناس سواسية» (بالإنجليزية: all men are created equal) جزء من إعلان استقلال الولايات المتحدة سطّره توماس جيفرسون عام 1776 في بداية الثورة الأمريكية. كانت العبارة موجودة في مسودة جيفرسون الأصلية عن الإعلان. جرى اقتباسه بعد ذلك وإدراجه في خطابات شريحة واسعة من الشخصيات الهامة في الحياة السياسة والاجتماعية الأمريكية في الولايات المتحدة. صاغ بينجامين فرانكلين الشكل النهائي للعبارة. سُميت «إعلانًا خالدًا»، و«ربما العبارة الوحيدة» من الفترة الثورية الأمريكية ذات أعظم «أهمية مستمرة».

## أصل استخدام توماس جيفرسون للعبارة
كان توماس جيفرسون، عبر صداقته مع الماركيز دي لافاييت، متأثرًا تأثرًا كبيرًا بفلاسفة عصر التنوير الفرنسيين، مثل فولتير وروسو ومونتسكيو. في معظم كتاباتهم التي خضعت للرقابة، أيّد أولئك الفلاسفة فكرة أن كل الناس خُلقوا أحرارًا سواسية. قاد هذا لاحقًا إلى الثورة الفرنسية في عام 1789 ومفهوم حقوق الإنسان. في عمر 33، ربما استعار جيفرسون التعبير أيضًا من صديق إيطالي، وُلد في براتو، وجارٍ هو فيليب ماتزي، كما أشار القرار المشترك رقم 175 للكونغرس المئة والثلاثة بالإضافة إلى جون إف. كينيدي في كتاب أمة من المهاجرين.
ثمة ذكر أقدم للعبارة نفسها تقريبًا في كتاب لجون مليتون صدر عام 1649 اسمه ولاية الملوك والقضاة، كُتب في الحرب الأهلية الإنجليزية الأولى للدفاع عن تصرفات وحقوق القضية البرلمانية، في أعقاب إعدام الملك تشارلز الأول. يقول الشاعر الإنجليزي: «لا يوجد رجل لديه أخلاق يمكنه أن يكون غبيًا لدرجة إنكار أن كل الناس وُلدوا أحرارًا بالطبيعة، ليكونوا صورة عن الرب نفسه أو تمثيلًا له [...] وُلدوا ليأمروا لا ليُطيعوا: وأنهم يعيشون هكذا».
في عام 1776، طلب الكونغرس القاري الثاني من بنجامين فرانكلين، وتوماس جيفرسون، وجون آدامز، وروبرت ليفينغستون، وروجر شيرمان أن يكتبوا إعلان الاستقلال. صوتت لجنة الخمسة هذه ليكلفوا توماس جيفرسون بكتابة المستند. بعد أن انتهى جيفرسون أعطى المستند لفرانكلين ليدققه. اقترح فرانكلين تعديلات طفيفة، يبرز أحدها أكثر من البقية وهو عبارة «نحن نعتبر هذه الحقائق مقدسة لا ريب فيها» التي صارت: «نحن نعتبر هذه الحقائق بديهية».
تبدأ الفقرة الثانية من إعلان استقلال الولايات المتحدة كما يلي: «نحن نعتبر هذه الحقائق بديهية، أن كل الناس خُلقوا سواسية، وأن خالقهم قد أنعم عليهم بحقوق راسخة معينة من بينها الحياة، والحرية، والسعي وراء السعادة. – وأنه الحكومات قد أُسست بين الناس لضمان هذه الحقوق، مستمدة صلاحياتها العادلة من الموافقة الجماعية للمحكومين».